# باشگاه فوتبال الفیصلی
باشگاه الفیصلی سعودی (به عربی: نادي الفیصلی آل سعودی) یک باشگاه فوتبال از عربستان سعودی است که در شهر حرمه قرار دارد. این باشگاه هم‌اکنون در لیگ دسته اول فوتبال عربستان سعودی بازی می‌کند.
این باشگاه در سال ۱۹۵۴ میلادی بنیان‌گذاری شده‌ است.
باشگاه الفیصلی یک قهرمانی و یک نایب قهرمانی در لیگ دسته یک و یک قهرمانی در لیگ دسته دوم عربستان را در کارنامهٔ خود دارد.
این تیم در سال ۲۰۲۲ در لیگ قهرمانان آسیا عملکرد خوبی داشت و توانست به مرحله حذفی برسد.